# Ятовты (Вороновский район)
Ятовты (бел. Ятаўты) — хутор в Вороновском районе Гродненской области Беларуси. Входит в состав Радунского сельсовета.

## География
Хутор находится в северной части Гродненской области, к югу от автодороги Н-6106, на расстоянии приблизительно 16 километров (по прямой) к юго-западу от городского посёлка Вороново, административного центра района. Абсолютная высота — 144 метра над уровнем моря. Площадь населённого пункта — 0,0219 км².

## История
По состоянию на 1905 год, в Ятовтах проживало 80 человек (44 мужчины и 36 женщин). В административном отношении деревня входила в состав Радунской волости Лидского уезда Виленской губернии.
Согласно Рижскому мирному договору (1921), деревня вошла в состав межвоенной Польши. Входила в состав гмины Радунь Лидского повета Новогрудского воеводства. В 1921 году числилось 58 жителей (32 мужчины и 26 женщин), проживавших в 12 домах. В конфессиональном составе населения преобладали католики (100 %).
С 1939 года в БССР.

## Население
По данным переписи 2019 года, постоянное население в Ятовтах отсутствовало.
| Год  | Население, человек |
| ---- | ------------------ |
| 1905 | 80                 |
| 1921 | ↘ 58               |
| 2009 | ↘ 3                |
| 2019 | ↘ 0                |